# Manfred Batliner
Manfred Batliner (* 1. Oktober 1963 in Grabs) ist ein liechtensteinischer Politiker (FBP). Er war von 2009 bis 2017 Abgeordneter im liechtensteinischen Landtag.

## Biografie
Manfred Batliner besuchte von 1976 bis 1979 die Realschule in Eschen und absolvierte von 1980 bis 1982 die Verkehrsschule in St. Gallen. Darauf folgte von 1983 bis 1984 eine Lehre als Betriebssekretär bei den PTT in Vaduz und St. Margrethen (SG). 1999 wurde er zum "Manager of Business Innovation" ernannt.
Von 1985 bis 1986 war er für die schweizerischen PTT-Betriebe tätig. Es folgte von 1986 bis 1992 eine Tätigkeit als Verbandssekretär und von 1993 bis 2000 als Geschäftsführer der liechtensteinischen Gewerbe- und Wirtschaftskammer (GWK). Seit 2000 ist er Inhaber der UnternehmerZentrum Treuhand-Anstalt in Eschen und seit 2006 auch Geschäftsführer der Rheintalischen Grenzgemeinschaft.
Von 2006 bis 2009 war der gelernte Betriebssekretär der FBP-Parteivizepräsident für Unterland und damit neben Elmar Kindle, der FBP-Parteivizepräsident für Oberland ist, einer der beiden Vizepräsidenten der Partei.
Im Februar 2009 wurde er für seine Partei erstmals in den Landtag des Fürstentums Liechtenstein gewählt. Als Abgeordneter war er von 2009 bis 2013 Mitglied der Geschäftsprüfungskommission, einer der drei ständigen Kommissionen des Landtages, und hatte ab 2012 dessen Vorsitz inne. Bei der Landtagswahl im Februar 2013 erfolgte seine Wiederwahl. Batliner wurde im neuen Landtag Mitglied des Richterauswahlgremiums.
Batliner ist Inhaber der UnternehmerZentrum Treuhand-Anstalt Eschen. Er ging mit Ruth Buschor die Ehe ein und wurde Vater von zwei Töchtern.